# 橋頭事件
橋頭事件（きょうとうじけん）は、1979年1月22日に台湾高雄県橋頭郷で発生したデモ行進。国民党政府が台湾で戒厳令が施行されてから、最初の政治デモ活動であった。発生した地名を取って、高雄橋頭事件とも呼ばれる。

## 概要
- 1978年8月、元高雄県長の余登發とその息子の余瑞言が「匪諜（中国共産党のスパイ）」であるとして政府に摘発され、重刑を求刑された。このことが社会的な不満と党外の人々の反発を招いた。党外の者たちは、政府による余登發の逮捕を「党外の人々による全国行進運動を阻止するもの」と捉えた。しかし、この父子の逮捕により、党外勢力の団結はいっそう強固なものになった。
- そこで、当時、著名な反対運動の中心人物であった許信良、黄信介、陳菊、何春木、張俊宏、曽心儀らは、余登發の故郷である橋頭郷でデモ活動を行い、余登發父子の釈放を要求した。